# Ma trận chuyển vị

Ma trận chuyển vị A^{T} của ma trận A có thể có được bằng cách đảo các phần tử của nó theo đường chéo chính. Lặp lại bước trên đối với ma trận chuyển vị thì các phần tử sẽ được trả về vị trí ban đầu của ma trận gốc.

Trong đại số tuyến tính, ma trận chuyển vị (tiếng Anh: transpose) là một ma trận mà ở đó các hàng được thay thế bằng các cột, và ngược lại. Để có được ma trận chuyển vị, chúng ta có thể sử dụng toán tử lật ma trận theo đường chéo chính của nó. Ma trận chuyển vị của ma trận A được ký hiệu là AT.
Ma trận chuyển vị được giới thiệu vào năm 1858 bởi nhà toán học người Anh Arthur Cayley.

## Chuyển vị của ma trận

### Định nghĩa
Chuyển vị của ma trận A, ký hiệu AT, ⊤A, A⊤, {\displaystyle A^{\intercal }}, A′, Atr, tA hoặc At, có thể được xây dựng bằng các phương pháp sau đây:
1. Phản xạ A trên đường chéo chính của nó (chạy từ trên cùng bên trái sang dưới cùng bên phải) để có AT;
2. Viết các hàng của A thành cột của AT;
3. Viết các cột của A thành hàng của AT.

Về mặt hình thức, phần tử của hàng thứ i, cột thứ j của ma trận AT là phần tử của hàng thứ j, cột thứ i của ma trận A:
{\displaystyle \left[\mathbf {A} ^{\operatorname {T} }\right]_{ij}=\left[\mathbf {A} \right]_{ji}.}
Nếu A là ma trận m × n thì AT là ma trận n × m.
Trong trường hợp là ma trận vuông, AT biểu thị lũy thừa thứ T của ma trận A. Để tránh sự nhầm lẫn có thể xảy ra, nhiều tác giả sử dụng ký hiệu lũy thừa T bên trái, khi đó ký hiệu của chuyển vị là TA. Một lợi thế của ký hiệu này là không cần dấu ngoặc đơn khi liên quan đến số mũ: khi (TA)n = T(An), ký hiệu TAn không gây nhầm lẫn.
Trong bài viết này, tránh nhầm lẫn này bằng cách không bao giờ sử dụng ký hiệu T dưới dạng tên biến.

#### Định nghĩa ma trận liên quan đến chuyển vị
Ma trận vuông có chuyển vị bằng chính nó được gọi là ma trận đối xứng; nghĩa là, A đối xứng nếu
{\displaystyle \mathbf {A} ^{\operatorname {T} }=\mathbf {A} .}
Ma trận vuông có chuyển vị bằng phần trừ của nó được gọi là ma trận phản đối xứng; nghĩa là, A phản đối xứng nếu
{\displaystyle \mathbf {A} ^{\operatorname {T} }=-\mathbf {A} .}
Ma trận vuông phức có chuyển vị bằng ma trận với mỗi phần tử được thay thế bằng liên hợp phức của nó (được biểu thị ở đây bằng dấu gạch ngang) được gọi là ma trận Hermitian (tương đương với ma trận bằng chuyển vị liên hợp); nghĩa là, A là một Hermitian nếu
{\displaystyle \mathbf {A} ^{\operatorname {T} }={\overline {\mathbf {A} }}.}
Ma trận vuông phức có chuyển vị bằng phủ định của liên hợp phức của nó được gọi là ma trận phản Hermitian; nghĩa là, A là phản Hermitian nếu
{\displaystyle \mathbf {A} ^{\operatorname {T} }=-{\overline {\mathbf {A} }}.}
Ma trận vuông có chuyển vị bằng nghịch đảo của nó được gọi là ma trận trực giao; nghĩa là, A trực giao nếu
{\displaystyle \mathbf {A} ^{\operatorname {T} }=\mathbf {A} ^{-1}.}
Một ma trận phức vuông có chuyển vị bằng nghịch đảo liên hợp của nó được gọi là ma trận unita; nghĩa là, A đơn nhất (unita) nếu
{\displaystyle \mathbf {A} ^{\operatorname {T} }={\overline {\mathbf {A} ^{-1}}}.}

### Ví dụ
- {\displaystyle {\begin{bmatrix}1&2\end{bmatrix}}^{\operatorname {T} }=\,{\begin{bmatrix}1\\2\end{bmatrix}}}

- {\displaystyle {\begin{bmatrix}1&2\\3&4\end{bmatrix}}^{\operatorname {T} }={\begin{bmatrix}1&3\\2&4\end{bmatrix}}}

- {\displaystyle {\begin{bmatrix}1&2\\3&4\\5&6\end{bmatrix}}^{\operatorname {T} }={\begin{bmatrix}1&3&5\\2&4&6\end{bmatrix}}}

### Tính chất
Cho A và B là 2 ma trận và c là một đại lượng vô hướng.
1. {\displaystyle \left(\mathbf {A} ^{\operatorname {T} }\right)^{\operatorname {T} }=\mathbf {A} .}
Phép toán lấy phép chuyển vị là một phép đối hợp (tự nghịch đảo).
2. {\displaystyle \left(\mathbf {A} +\mathbf {B} \right)^{\operatorname {T} }=\mathbf {A} ^{\operatorname {T} }+\mathbf {B} ^{\operatorname {T} }.}
Phép chuyển vị tuân thủ phép cộng ma trận.
3. {\displaystyle \left(\mathbf {AB} \right)^{\operatorname {T} }=\mathbf {B} ^{\operatorname {T} }\mathbf {A} ^{\operatorname {T} }.}
Lưu ý rằng thứ tự của các hệ số đảo ngược. Từ đó ta có thể suy ra rằng ma trận vuông A là khả nghịch khi và chỉ khi AT khả nghịch, và trong trường hợp này, ta có (A−1)T = (AT)−1. Bằng cách quy nạp, kết quả này mở rộng cho trường hợp chung của nhiều ma trận, nơi ta nhận thấy rằng (A1A2...Ak−1Ak)T = AkTAk−1T…A2TA1T.
4. {\displaystyle \left(c\mathbf {A} \right)^{\operatorname {T} }=c\mathbf {A} ^{\operatorname {T} }.}
Chuyển vị của một đại lượng vô hướng là một đại lượng vô hướng. Cùng với (2), điều này nói rằng chuyển vị là một ánh xạ tuyến tính từ không gian ma trận m × n đến không gian tất cả ma trận n × m.
5. {\displaystyle \det \left(\mathbf {A} ^{\operatorname {T} }\right)=\det(\mathbf {A} ).}
Định thức của ma trận vuông giống với định thức của phép chuyển vị của nó.
6. Tích vô hướng của hai vectơ cột a và b có thể được tính như một phần tử đơn của kết quả ma trận:
{\displaystyle \left[\mathbf {a} \cdot \mathbf {b} \right]=\mathbf {a} ^{\operatorname {T} }\mathbf {b} ,}
được viết thành ai bi trong Quy ước tổng kết Einstein.
7. Nếu A chỉ có các phần tử thực thì ATA là ma trận bán xác định dương (positive-semidefinite matrix).
8. {\displaystyle \left(\mathbf {A} ^{\operatorname {T} }\right)^{-1}=\left(\mathbf {A} ^{-1}\right)^{\operatorname {T} }.}
Phép chuyển vị của một ma trận khả nghịch cũng là khả nghịch và phép nghịch đảo của nó là phép chuyển vị nghịch đảo của ma trận ban đầu. Ký hiệu A−T đôi khi được sử dụng để biểu diễn một trong hai biểu thức tương đương này.
9. Nếu A là một ma trận vuông, khi đó giá trị riêng của nó bằng các giá trị riêng chuyển vị của nó, vì ma trận có cùng đa thức đặc trưng.

### Tích
Nếu A là một ma trận m × n và AT là chuyển vị của nó thì kết quả của phép nhân ma trận với hai ma trận này cho ra hai ma trận vuông: A AT là ma trận m × m và AT A là ma trận n × n. Hơn nữa, các tích này đều là ma trận đối xứng. Thật vậy, tích ma trận A AT có phần tử là tích trong của một hàng A với một cột AT. Nhưng các cột của AT là các hàng của A, vì vậy phần tử tương ứng với tích trong của hai hàng của A. Nếu pi j là phần tử của tích, nó được lấy từ các hàng i và j của A. Phần tử pj i cũng được lấy từ các hàng này, do đó pi j = pj i, và tích của ma trận (pi j) đối xứng. Tương tự, tích AT A là một ma trận đối xứng.
Một chứng minh nhanh về tính đối xứng của A AT cho kết quả từ thực tế rằng nó là chuyển vị của chính nó:
{\displaystyle \left(\mathbf {A} \mathbf {A} ^{\operatorname {T} }\right)^{\operatorname {T} }=\left(\mathbf {A} ^{\operatorname {T} }\right)^{\operatorname {T} }\mathbf {A} ^{\operatorname {T} }=\mathbf {A} \mathbf {A} ^{\operatorname {T} }.}

### Thực hiện chuyển vị ma trận trên máy tính

Hình minh họa thứ tự chính của hàng và cột

Trên máy tính, người ta thường có thể tránh chuyển vị một ma trận trong bộ nhớ bằng cách chỉ cần truy cập cùng một dữ liệu theo một thứ tự khác nhau. Ví dụ: thư viện phần mềm cho đại số tuyến tính, chẳng hạn như BLAS, thường cung cấp các tùy chọn để chỉ định rằng một số ma trận nhất định sẽ được diễn giải theo thứ tự hoán vị để tránh sự cấp thiết của việc di chuyển dữ liệu.
Tuy nhiên, vẫn có một số trường hợp cần thiết hoặc mong muốn sắp xếp lại một cách vật lý một ma trận trong bộ nhớ theo thứ tự đã hoán vị của nó. Ví dụ, với một ma trận được lưu trữ trong hàng-thứ tự chính, các hàng của ma trận liền nhau trong bộ nhớ và các cột không liền nhau. Nếu các thao tác lặp lại cần được thực hiện trên các cột, ví dụ như trong thuật toán biến đổi Fourier nhanh thì việc chuyển ma trận trong bộ nhớ (để làm cho các cột liền nhau) có thể cải thiện hiệu suất bằng cách tăng vị trí tham chiếu.
Lý tưởng nhất, ta có thể hy vọng chuyển đổi một ma trận với bộ nhớ bổ sung tối thiểu. Điều này dẫn đến vấn đề chuyển đổi một ma trận tại chỗ n × m, với bộ nhớ bổ sung O(1) hoặc tối đa bộ nhớ ít hơn nhiều mn. Cho n ≠ m, điều này liên quan đến một hoán vị phức tạp của các phần tử dữ liệu mà không phải là tầm thường để triển khai tại chỗ. Do đó, chuyển vị ma trận tại chỗ hiệu quả đã là chủ đề của nhiều ấn phẩm nghiên cứu trong khoa học máy tính, bắt đầu từ cuối những năm 1950 và một số thuật toán đã được phát triển.

## Chuyển vị của ánh xạ tuyến tính và dạng song tuyến tính
Nhớ lại rằng các ma trận có thể được đặt tương ứng 1-1 với toán tử tuyến tính.
Chuyển vị của một toán tử tuyến tính có thể được xác định mà không cần xem xét phải biểu diễn ma trận.
Điều này dẫn đến một định nghĩa tổng quát hơn về phép chuyển vị có thể được áp dụng cho các toán tử tuyến tính không thể được biểu diễn bằng ma trận (ví dụ liên quan đến nhiều không gian vectơ chiều vô hạn).

### Chuyển vị của ánh xạ tuyến tính
Đặt X# biểu thị không gian đối ngẫu đại số (algebraic dual space) của một mô-đun-R- X. 
Đặt X và Y là các mô-đun-R.
Nếu u : X → Y là ánh xạ tuyến tính thì phần phụ đại số (algebraic adjoint) hoặc đối ngẫu (dual) của nó, là ánh xạ #u : Y# → X# được xác định bởi f ↦ f ∘ u. 
Các hàm kết quả u#(f) được gọi là pullback của f qua u. 
Quan hệ sau đây đặc trưng cho phần phụ đại số của u
⟨u#(f), x⟩ = ⟨f, u(x)⟩ cho mọi f ∈ Y' và x ∈ X
trong đó ⟨•, •⟩ là một hệ đối ngẫu (dual system) (tức là được xác định bởi ⟨z, h⟩ := h(z)). 
Định nghĩa này cũng áp dụng không thay đổi đối với mô-đun bên trái và không gian vectơ.
Định nghĩa của phép chuyển vị có thể được coi là độc lập với bất kỳ dạng song tuyến nào trên các mô-đun, không giống như phần phụ (bên dưới).
Không gian đối ngẫu liên tục của không gian vectơ tôpô (topological vector space) (TVS) X được ký hiệu bởi X'. 
Nếu X và Y là các không gian vectơ tôpô thì là ánh xạ tuyến tính u : X → Y là một liên tục yếu khi và chỉ khi u#(Y') ⊆ X', trong trường hợp đó ta đặt tu : Y' → X' biểu thị hạn chế của u# tới Y'. 
Ánh xạ tu được gọi là chuyển vị của u.
Nếu ma trận A biểu thị một ánh xạ tuyến tính đối với cơ sở của V và W thì ma trận AT biểu thị sự chuyển vị của ánh xạ tuyến tính đó đối với cơ sở đối ngẫu (dual base).

### Chuyển vị của một dạng song tuyến tính
Mọi ánh xạ tuyến tính tới không gian đối ngẫu u : X → X# định nghĩa một dạng song tuyến B : X × X → F, với mối quan hệ B(x, y) = u(x)(y). 
Bằng cách xác định sự chuyển vị của dạng song tuyến này là dạng song tuyến tB được xác định bởi chuyển vị tu : X## → X# tức là tB(y, x) = tu(Ψ(y))(x), ta thấy rằng B(x, y) = tB(y, x). 
Tại đây, Ψ là phép đồng cấu tự nhiên X → X## vào đôi liên hiệp.

### Phận phụ
Nếu không gian vectơ X và Y có lần lượt là dạng song tuyến tính không suy biến BX và BY, một khái niệm được gọi là phần phụ, có liên quan chặt chẽ với chuyển vị, có thể được định nghĩa:
Nếu u : X → Y là một ánh xạ tuyến tính giữa không gian vectơ X và Y, ta xác định g là một phận phụ của u nếu g : Y → X thỏa mãn
{\displaystyle B_{X}{\big (}x,g(y){\big )}=B_{Y}{\big (}u(x),y{\big )}} cho mọi x ∈ X và y ∈ Y.
Các dạng song tuyến này xác định đẳng cấu giữa X và X#, và giữa Y và Y#, dẫn đến sự đẳng cấu giữa chuyển vị và phần phụ của u. 
Ma trận của phần phụ của một ánh xạ là ma trận chuyển vị chỉ khi cơ sở là trực chuẩn đối với dạng song tuyến.
Trong bối cảnh này, nhiều tác giả sử dụng thuật ngữ chuyển vị để chỉ phần phụ như được định nghĩa ở đây.
Phần phụ cho phép ta xem xét liệu g : Y → X bằng u −1 : Y → X. 
Đặc biệt, điều này cho phép nhóm trực chuẩn trên không gian vectơ X có dạng bậc hai được xác định mà không cần tham chiếu đến ma trận (cũng như các thành phần của nó) dưới dạng tập hợp tất cả các ánh xạ tuyến tính X → X mà phần phụ bằng nghịch đảo.
Trên một không gian vectơ phức tạp, người ta thường làm việc với dạng bán song tuyến tính (tuyến tính liên hợp trong một đối số) thay vì các dạng song tuyến tính.
Phần phụ Hermitian của ánh xạ giữa các không gian như vậy được xác định tương tự và ma trận của phần phụ Hermitian được cho bởi ma trận chuyển vị liên hiệp nếu các cơ sở là trực chuẩn.